# Philippe Goubet
Philippe Goubet (né le 27 janvier 1950 à Arès en Gironde) est un joueur de football français, qui évoluait au poste de milieu de terrain.

## Biographie

### Carrière de joueur
Il dispute 203 matchs en Division 1 avec les Girondins de Bordeaux, marquant 16 buts.

### Après-carrière
En 1980, à la fin de sa carrière de footballeur, il devient directeur du Centre de formation des Girondins jusqu'en 1990. Puis, il occupe différents postes dans plusieurs clubs en France, au Gabon, à l’île Maurice et en Tunisie.
En septembre 2005, il devient recruteur de jeunes de 12 à 15 ans, à nouveau au Centre de formation des Girondins, jusqu’à sa retraite en 2012. Il est alors remplacé par Yannick Stopyra, ancien international et joueur des Girondins.
En mars 2016, il est recruté comme directeur sportif de l’Etoile Sportive du Sahel, club de football tunisien.